# Ryan Edwards
Ryan Marc Edwards (Singapur, 17 de noviembre de 1993), más conocido como Ryan Edwards,  es un futbolista australiano que juega como centrocampista en la Marbella Fútbol Club de la Primera Federación. 

## Trayectoria
Nacido en Singapur, hijo de un exfutbolista paraguayo y madre singapurense, Edwards se formó en el Instituto australiano de Deportes antes de firmar en 2012, un contrato de tres temporadas con el Reading FC de la Premier League. En la temporada 2013-14, sería cedido al Perth Glory FC. 
Tras tres temporadas en el conjunto inglés en las que solo disputó 7 partidos, en 2015 Edwards dejó el Reading FC para firmar por el Partick Thistle Football Club de la Scottish Premiership. 
En 2018, . En la misma temporada 2018-19, Edwards sería cedido al Saint Mirren Football Club de la misma liga.
El 6 de junio de 2018, Edwards dejó el Partick Thistle Football Club después de descender de categoría y firmó por dos temporadas con el Heart of Midlothian Football Club de la Scottish Premiership. A finales de agosto de 2018, Edwards fue cedido al Saint Mirren Football Club de la misma liga. En enero de 2019, regresó Heart of Midlothian Football Club, para acabar la liga y anotó en la final de la Copa de Escocia de 2019 para darle al Hearts la ventaja en un encuentro que acabaría en derrota por 2-1 ante el Celtic de Glasgow.
En la temporada 2019-20, pese a restarle un año de contrato con el conjunto escocés, firma por dos temporadas con el Burton Albion Football Club de la Football League One, donde jugaría 75 partidos en los que anota 6 goles.
El 5 de julio de 2021, firma por el Busan IPark de la K League 2.
El 7 de marzo de 2023, firma por la SD Amorebieta de la Primera Federación, tercera categoría del fútbol de España, con el que logró el ascenso a la Segunda División de España y posteriormente se proclamó campeón de la Primera Federación.
El 24 de julio de 2024, Edwards se trasladó al Marbella Fútbol Club de la Primera Federación.

### Selección nacional
Ha sido internacional con la Selección de fútbol sub-20 de Australia y sub-23. En marzo de 2017, Edwards fue convocado por la selección absoluta de Australia, pero no llegaría a debutar.

## Clubes
- Actualizado a 26 de julio de 2023.

| Club                                | País          | Año           | PJ  | G  | Asistencias |
| ----------------------------------- | ------------- | ------------- | --- | -- | ----------- |
| Reading FC                          | Inglaterra    | 2012–2015     | 10  | 0  | 2           |
| Perth Glory FC (cedido)             | Australia     | 2013–2014     | 15  | 0  | 0           |
| Partick Thistle Football Club       | Escocia       | 2015–2018     | 107 | 8  | 4           |
| Heart of Midlothian Football Club   | Escocia       | 2018-2019     | 5   | 1  | 1           |
| Saint Mirren Football Club (cedido) | Escocia       | 2018          | 14  | 0  | 0           |
| Burton Albion Football Club         | Inglaterra    | 2019-2021     | 90  | 9  | 7           |
| Busan IPark Football Club           | Corea del Sur | 2021-2023     | 51  | 0  | 5           |
| SD Amorebieta                       | España        | 2023-2024     | 47  | 4  | 2           |
| Marbella Fútbol Club                | España        | 2024-Act.     | 6   | 1  |             |
| Total carrera                       | Total carrera | Total carrera | 345 | 23 | 21          |